# Afonso av Brasilien
Afonso av Brasilien (Afonso Pedro de Alcântara Cristiano Leopoldo Filipe Eugênio Miguel Gabriel Rafael Gonzaga), född 23 februari 1845 i Rio de Janeiro, Brasilien, död 11 juni 1847 i samma stad. Han var äldste son till Peter II av Brasilien och Theresa Christina av Bägge Sicilierna och var arvtagare till tronen i Brasilien.
Han dog av epilepsi endast två år gammal.